# 峡峻寺旧址
峡峻寺旧址，位于中国青海省平安县寺台乡瓦窑台村，为青海省市县级文物保护单位，公布日期为1987年6月2日，类型为古遗址。
峡峻寺旧址的历史年代为元、明、清。